# ティシュ・ベノート
ティシュ・ベノート（Tiesj Benoot、1994年3月11日 - ）は、ベルギー、ヘント出身の自転車競技（ロードレース）選手。

## 経歴
2014年8月1日、ロット・ソウダルにてプロキャリアスタート。
2015年、ロンド・ファン・フラーンデレンにて5位に入り、一躍注目を集めるようになる。
2018年、ストラーデ・ビアンケにて、プロ初勝利の大金星を挙げた。
ベルギーの名門大学の1つとされるゲント大学を卒業。経済学士を取得している。

## 主な戦績
出典：

### 2014年
- ル・トリプティク・デ・モン・エ・シャトー　ポイント賞
- ロンド・ド・リザール　新人賞

### 2015年
- バロワーズ・ベルギー・ツアー　総合2位

### 2016年
- ヴォルタ・アン・アルガルヴェ　新人賞
- オムロープ・ヘット・ニウスブラット　3位

### 2017年
- ヴォルタ・アン・アルガルヴェ　新人賞
- ブラバンツ・パイル 3位

### 2018年
- ストラーデ・ビアンケ　優勝
- ティレーノ〜アドリアティコ　 新人賞

### 2019年
- デンマーク一周　区間優勝（第1ステージ）

### 2020年
- パリ〜ニース　 ポイント賞（第6ステージ優勝）

### 2023年
- クールネ〜ブリュッセル〜クールネ 優勝